# IncrediMail
IncrediMail war ein E-Mail-Programm für Microsoft Windows. Incredimail war Adware.

## Funktionen
IncrediMail bot spezielle Funktionen an, z. B. das Hinzufügen von Hintergründen, Emoticons, E-Cards, Sounds, Animationen und 3D-Effekten. Ebenfalls bot das Programm sogenannte Melder an. Diese erschienen, wenn neue E-Mails empfangen wurden. Die Melder können z. B. wie ein Butler, wie Tiere oder Smileys aussehen, manche waren nur Schriftzüge oder Sounds, viele waren animiert. Oft können die Melder auch „sprechen“. Des Weiteren gab es bei IncrediMail das automatische Blockieren von Bildern und das Erstellen von Meldungsregeln.
In älteren Versionen gab es bei dem kostenlosen IncrediMail Xe einen Spamfilter, welcher automatisch alle E-Mails, die von fremden Absendern stammten, in einem separaten Ordner abspeicherte. Dieser wurde später kostenpflichtig. Mit der Facebook-Schnittstelle konnten Nutzer ihre Pinnwand und Benachrichtigungen direkt im Programm abfragen.

## Einstellung des Produkts
Mit einer Pressemitteilung informierte Perion im Februar 2020 seine Nutzer kurzfristig über die Einstellung der IncrediMail Dienste und die Abschaltung der Server zum 20. März 2020. Damit verlor auch die Desktop-Anwendung ihre Funktionalität.